# Jodel Saint-Marc
Jodel Saint-Marc est un réalisateur français.

## Biographie
Usant d'une narration elliptique et quelquefois anachronique, les films de Jodel Saint-Marc ont souvent deux degrés de lecture[réf. nécessaire]. Il est parfois affilié au mouvement artistique du nécroréalisme.
Il a créé en août 2000 un site d'analyses critiques sur le réalisateur Laurent Boutonnat.

## Filmographie
Courts métrages
- 1993 : Les Inondés de la Bourbre
- 1998 : Technobsession
- 1999 : Schiz
- 2000 : L'autre est ici
- 2000 : Le Dixième Mois
- 2001 : Fée-Blesse... et moi
- 2004 : La Rêverie : trajet d'un clip
- 2006 : Cet été. j'ai décidé. de décéder (inachevé)

Clips musicaux
- 2004 : Gael Hausmann, Pretty Boy
- 2004 : Gael Hausmann, La Rêverie
- 2004 : Gael Hausmann, C'est comme un rêve d'enfant
- 2005 : M. Olzen, Street Player Boogie
- 2006 : Gael Hausmann, Pour quelqu'un
- 2007 : Gael Hausmann, Léo (c'est l'enfer)
- 2007 : Gaël, Jesus is gay
- 2007 : Gaël, Far Away
- 2008 : Elric, Electropop
- 2009 : Gael Hausmann, Mon Cœur Artificiel
- 2010 : Gaël, Point G
- 2010 : Orties, Cannibales
- 2010 : Cassandre, Atteins le Bonheur
- 2010 : Orties, La Boum
- 2013 : Orties, Ghetto Goth
- 2013 : Cassandre, Si seulement je pouvais lui Manquer
- 2013 : Cassandre, La Superbe
- 2014 : Cassandre, Tu es mon Autre
- 2014 : Cassandre, Le Premier Jour du Reste de ta Vie
- 2015 : Cassandre, Nos Cœurs Libres
- 2016 : Joe Lucazz et Express Bavon, Corner
- 2017 : George, Bez Tebya
- 2017 : Cassandre, Paris la Nuit
- 2018 : Joe Lucazz, Je ride
- 2019 : Crys Nammour, "Une à une"
- 2019 : Thierry Amiel, "Les Mots bleus Live"
- 2019 : Thierry Amiel, "Fantôme Live"
- 2020 : Yvon, "Avec qui"
- 2020 : Cassandre, "Burning Dancefloor"
- 2021 : Najoua Belyzel, "Le Con qui s'adore - Unplugged"
- 2021 : Emmanuel Tricoire, "Les Vents contraires"
- 2021 : Jean-Michel Lenert, "Les Raisons du cœur"
- 2021 : Nyls, "Somebody Else"
- 2021 : Kym Thiriot, "Les Goélands"
- 2021 : Cassandre : "L'Arc-en-ciel"

Long métrage
- 2007 : Renaissance

Documentaire
- 2013 : La Dernière Nuit au Cinq-Sept